# Hajsyn
Hajsyn (ukrainsk: Га́йсин, tr. Hajsyn; polsk: Hajsyn; russisk: Га́йсин, tr. Gajsin) er en by i det centrale Ukraine. Den ligger i den østlige del af den historiske region Podolien og er det administrative centrum for Hajsyn rajon i Vinnytska oblast. Byen har en befolkning på omkring 25.698 (2022) mennesker.

## Historie
Hajsyn blev første gang nævnt i 1545. I 1566 blev den en del af Bracław-vovodskabet i Polen, og forblev det indtil den blev annekteret af det russiske imperium under Anden deling af Polen. I 1744 tildelte kong August 3. af Polen Hajsyn byrettigheder. Det var en kongelig by i Kongeriget Polen.

## Galleri
- Tidligere hotelbygning i Hajsyn
- Historsk villa i Hajsyn
- Hajsyn gymnasium
- Mindesmærke for 2. verdenskrig